# Reiner Deutschmann
Reiner Peter Deutschmann (* 29. Juni 1953 in Kamenz) ist ein deutscher Politiker (FDP) und Unternehmer. Von Oktober 2009 bis Oktober 2013 war er Mitglied des Deutschen Bundestages.

## Biographie
Von 1960 bis 1968 besuchte Reiner Deutschmann die III. Polytechnische Oberschule (POS) in Kamenz. Anschließend ging er bis 1972 auf die Erweiterte Oberschule Kamenz, wo er sein Abitur ablegte. Nach dem Grundwehrdienst von 1972 bis 1974 absolvierte er von 1974 bis 1978 an der Humboldt-Universität zu Berlin ein Studium der Geschichte und Geographie, das er 1978 mit einem Diplom beendete.
Von 1978 bis 1980 war Deutschmann als Lehrer an der POS Hermsdorf bei Dresden tätig. Anschließend arbeitete er neun Jahre als Lehrer an der II. POS in Kamenz. Im Juni 1989 wurde Deutschmann Stadtrat für Kultur und war hier u. a. auch für Schulen verantwortlich. 
Seit der Wendezeit engagiert sich Deutschmann in der Kommunal-, Landes- und Bundespolitik. In der Zeit von April 1998 bis August 2008 war er außerdem Leiter des Kulturbetriebs der Lessingstadt Kamenz. 2008 machte sich Deutschmann auf dem Gebiet der Kommunal- und Unternehmensberatung selbständig.

## Partei
Im Jahr 1987 trat Reiner Deutschmann der NDPD bei, die sich nach der friedlichen Revolution der FDP anschloss. Von 2005 bis 2008 war er Vorsitzender des FDP-Kreisverbandes Kamenz. Nach der Fusion der Kreisverbände Kamenz, Hoyerswerda und Bautzen wurde er zum stellvertretenden Vorsitzenden, im April 2012 zum Vorsitzenden des Kreisverbandes Bautzen gewählt. Seit 2007 ist er darüber hinaus Beisitzer im Landesvorstand und Vorsitzender des Landesfachausschusses Kultur und Medien der FDP Sachsen. 

## Öffentliche Ämter
1989–1994 war Deutschmann Mitglied der Stadtverordnetenversammlung Kamenz, von 1990 bis 1994 hatte er das Amt des Kreisrats im Kreistag Kamenz inne. Von Juni 1989 bis Mai 1990 diente er als Stadtrat für Kultur und von Juni 1990 bis August 2008 als Beigeordneter der Stadt Kamenz. Zudem war er von 1992 bis 1999 Verbandsrat im Regionalen Planungsverband Oberlausitz-Niederschlesien. Er ist Vorsitzender des KRABAT e.V., einem Verein zur regionalen Entwicklung in der zweisprachigen Lausitz. 
Bei der Bundestagswahl am 27. September 2009 zog Reiner Deutschmann über die Landesliste Sachsen in den Deutschen Bundestag ein. In der FDP-Bundestagsfraktion war er Kulturpolitischer Sprecher, Mitglied der Arbeitsgruppe Kultur und Medien und Sozialpolitiker. Seit 2012 war Deutschmann zudem Mitglied im Auswärtigen Ausschuss des Bundestages. Durch das Scheitern seiner Partei an der Fünfprozenthürde bei der Bundestagswahl 2013 ist er im 18. Bundestag nicht mehr vertreten.